# 南赤坂遺跡
座標: 北緯37度46分02.0秒 東経138度51分32.0秒 / 北緯37.767222度 東経138.858889度
南赤坂遺跡（みなみあかさかいせき）は、新潟県新潟市西蒲区竹野町字南馬坂にある縄文時代から古墳時代にかけての集落遺跡。新潟市の遺跡番号はNo.616。北方の続縄文文化との直接的な交流を持つ古墳時代集落として最南端に位置する。1キロメートル東に菖蒲塚古墳がある。

## 概要
角田山東麓の台地上に立地する。1993年（平成5年）に当時の西蒲原郡巻町教育委員会により、柿畑に造成される遺跡東側1154平方メートルの範囲で発掘調査が行われ、縄文時代前期〜中期と古墳時代前期（4世紀）の集落が発掘された。

## 発掘された遺構

### 竪穴建物
古墳時代前期の竪穴建物2軒が検出されたが、出土した土器の特徴から、この2軒は同時期に建築されたものではなく微妙な時期差があった。

### テラス遺構
尾根の先端では、稜線を段切りして上下2段に平坦面を造成した「テラス遺構」が検出された。2段のテラスにはそれぞれ建物が1棟ずつ建てられていた。また下段テラスでは火を焚いた跡が2箇所見つかった。このような遺構は他に類例がなく、テラスの利用用途は不明である。

## 発掘された遺物

### 折衷土器
約6点。続縄文土器と土師器の特徴を併せ持つ遺物群。

### 続縄文土器
約30点。大多数はテラス及び竪穴建物で出土。

### 特異な形の打製石器
約40点。石材は流紋岩。打製石器を使っていた続縄文の北方文化の系統を引く石器である。

### 蛇紋岩製「の」字状垂飾
1点。縄文時代前期末から中期初頭の遺物で、蛇紋岩の産地である糸魚川地域との交流を示す遺物である。

## 指定文化財

### 南赤坂遺跡出土「の」字状垂飾
- 新潟市指定有形文化財（考古資料）
  - 指定年月日:1999年（平成11年）9月29日付[5]

### 南赤坂遺跡出土古墳時代北方系土器
- 新潟市指定有形文化財（考古資料）※県指定分を除く
  - 指定年月日:1999年（平成11年）9月29日付[5]

### 南赤坂遺跡出土品
- 新潟県指定有形文化財（考古資料）
  - 指定年月日:2013年（平成25年）3月26日付[6][7]